# Exocentrus celebicus
Exocentrus celebicus är en skalbaggsart som beskrevs av Stefan von Breuning 1956. Exocentrus celebicus ingår i släktet Exocentrus och familjen långhorningar.
Artens utbredningsområde är Sulawesi. Inga underarter finns listade i Catalogue of Life.